# Тополічень
Тополічень, Тополічені (рум. Topoliceni) — село у повіті Нямц в Румунії. Входить до складу комуни Пояна-Теюлуй.
Село розташоване на відстані 297 км на північ від Бухареста, 38 км на північний захід від П'ятра-Нямца, 125 км на захід від Ясс.

## Населення
За даними перепису населення 2002 року у селі проживали 358 осіб, з них 355 осіб (99,2%) румунів. Рідною мовою 355 осіб (99,2%) назвали румунську.